# Alfons J. Dietz

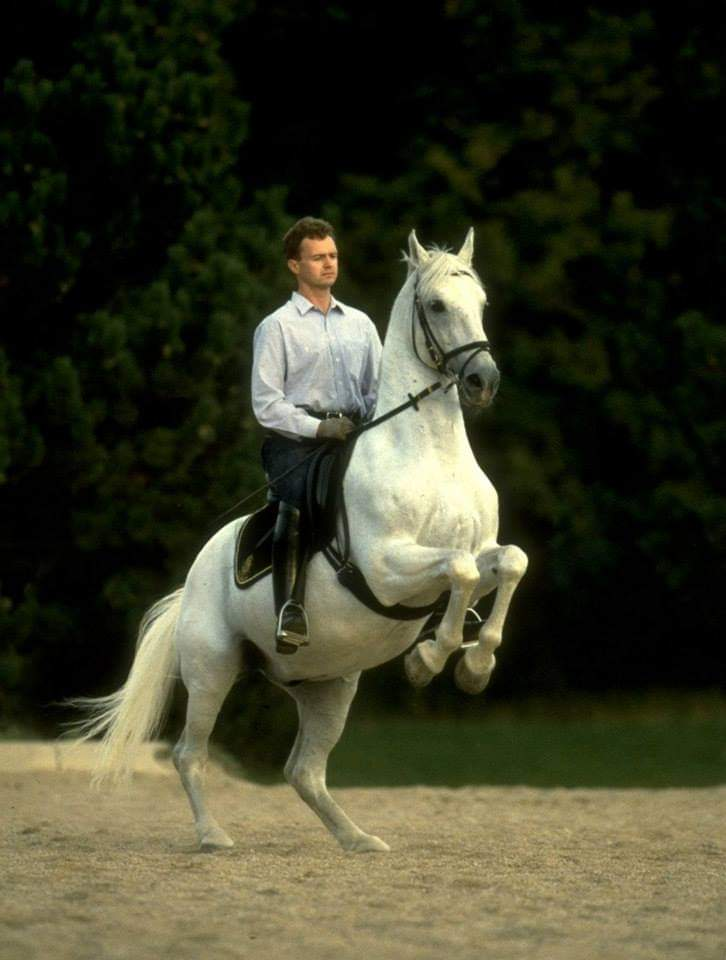
Maestoso Ancona unter Alfons Dietz

Alfons J. Dietz (* 4. November 1968 in Wien) ist ein Berufsreiter, Ausbilder in klassischer Reitkunst und Buchautor.

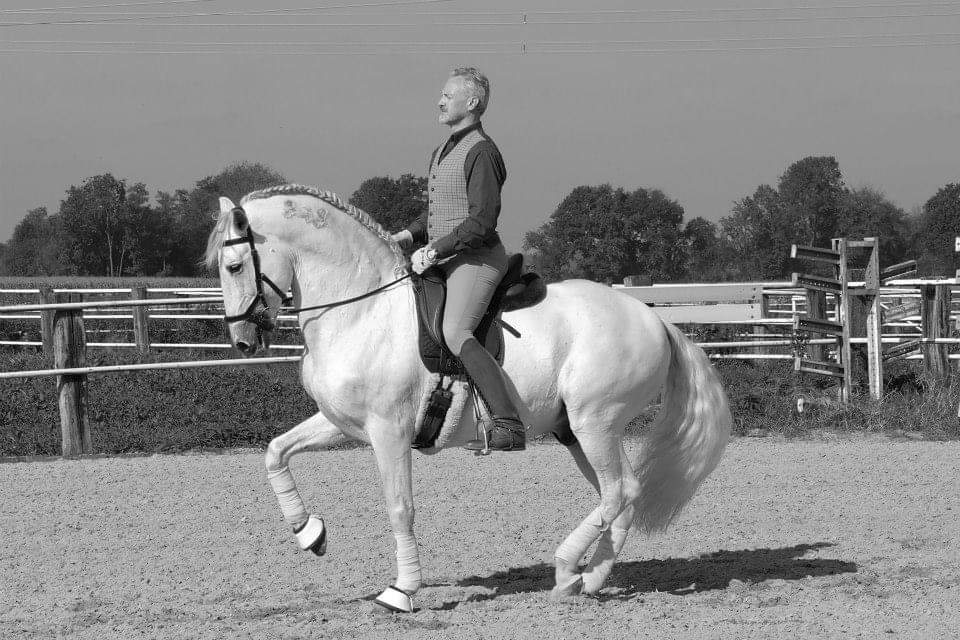
Lusitanohengst Quadril unter seinem Ausbilder Alfons Dietz

## Leben
Dietz wurde in eine alte Reiterfamilie in Wien hineingeboren. Bereits sein Urgroßvater bildete Pferde für Offiziere der k.u.k. Kavallerie aus. Sein Vater Hans Dietz war Mitglied der Spanischen Reitschule, in der Ära Podhajsky. Er war auch sein wichtigster Lehrer als Reiter und Ausbilder in der klassischen Reitkunst.
Dietz war acht Jahre an der Spanischen Reitschule. Er bildete sich danach auf der iberischen Halbinsel weiter. Er ist Autor mehrerer Bücher zum Pferdesport. Heute ist er selbstständiger Ausbilder von Reiter und Pferd und hat sich der Erhaltung der klassischen Reitkunst Wiener Prägung verschrieben.

## Werke
- Von der Weide zur Versammlung: Die klassische Grundausbildung des jungen Pferdes. Cadmos Verlag, Salzburg 2003, ISBN 978-3-86127-393-6.
- Die klassische Bodenarbeit. Cadmos, Salzburg 2000, ISBN 978-3-86127-344-8.
- (gem. mit Daniela Bolze) Doppellongen Arbeit: So macht man es richtig. Cadmos Verlag, Salzburg 2002, ISBN 978-3-86127-264-9.
  - Long Reining: The Correct Approach. Cadmos Verlag, 2003 (englisch Ausgabe), ISBN 978-3-86127-936-5.
- Training The Horse In Hand: The Classical Iberian Principles. The Lyons Press, Guilford 2005, ISBN 978-1-59228-706-2.
- Riendas largas (Saber vivir). De Vecchi Ediciones, 2007, ISBN 978-84-315-3725-8.